# Demetriu Păltinișan
Demetriu Păltinișan (n. ??- d. ??) a fost un deputat în Marea Adunare Națională de la Alba Iulia, organismul legislativ reprezentativ al „tuturor românilor din Transilvania, Banat și Țara Ungurească”, cel care a adoptat hotărârea privind Unirea Transilvaniei cu România, la 1 decembrie 1918.:p. 77

## Biografie
După ce a absolvit studiile de teologie, Demetriu Păltinișan a fost preot în satul Nădaș, comuna izvorul Crișului.:p. 52

## Activitate politică
A participat ca delegat titular la Marea Adunare Națională de la Alba Iulia din partea cercului electoral Huedin, comitatul Cojocna.